# Lehigh, Iowa
Lehigh là một thành phố thuộc quận Webster, tiểu bang Iowa, Hoa Kỳ. Năm 2010, dân số của thành phố này là 416 người.

## Dân số
Dân số qua các năm:
- Năm 2000: 497 người.
- Năm 2010: 416 người.